# جاي إس. فيشمان
جاي إس. فيشمان (بالإنجليزية: Jay S. Fishman)‏ هو رائد أعمال وكبير الإداريين التنفيذيين أمريكي، ولد في 4 نوفمبر 1952 في نيويورك في الولايات المتحدة، وتوفي في 19 أغسطس 2016 في نيوجيرسي في الولايات المتحدة بسبب تصلب جانبي ضموري.

## وصلات خارجية
- جاي إس. فيشمان على موقع إن إن دي بي (الإنجليزية)